# Kalispell
Kalispell är en stad i Flathead County i delstaten Montana, USA med 14 223 invånare (2000). Kalispell är administrativ huvudort (county seat) i Flathead County. 